# Teofil
Teofil (grč. Θεόφιλος, rođ. 813. – 20. siječnja 842.†) je bio bizantski car od 2. listopada 829. do svoje smrti 842. godine. Bio je drugi bizantski vladar iz amorijske dinastije i ujedno zadnji car ikonoklast. 

## Životopis
Teofil je rođen 813. godine kao sin bizantskog vojskovođe Mihaela II. i njegove prve žene Tekle, a kumovao mu je car Lav V. Armenac kojeg je Mihajlo svrgnuo 820. godine. Teofil je 822. godine proglašen suvladarom, a oca je na prijestolju naslijedio nakon njegove smrti sedam godina kasnije. Za razliku od Mihaela II., Teofil je bio vrlo teološki obrazovan zbog čega je proglasio opći progon protiv kulta štovanja ikona koji je bio raširen diljem bizantske države, te je 832. godine donio i carsku zabranu glede tog problema.
Vladavinu Teofila obilježili su ratovi protiv abasidskih Arapa; još u vrijeme vladavine njegova oca Mihaela II. iz sjeverne Afrike započeto je osvajanje Sicilije, a grad Palermo pao je u njihove ruke 831. godine odnosno upravo tijekom Teofilove vladavine. Sedam godina kasnije abasidska je vojska zauzela i Ankaru u Anatoliji, a potom i frigijski grad Amorion odakle je potjecala sama vladajuća dinastija. Grad je doživio velike gubitke, a sam Teofil nikada se nije oporavio od tog poniženja i umro je nedugo kasnije. Na mjestu bizantskog vladara naslijedila ga je supruga Teodora II. kao privremena zamjena maloljetnom Mihaelu III. Osim Mihaela, Teofilova djeca bila su i Konstantin, Marija, Tekla, Ana, Anastazija i Pulherija.
Primio je izobrazbu od svoga učitelja kipoborca Ivana Hylilas, zvanoga Slovničar ili Pismoznanac. Ipak, po tome je pitanju nastavio umjerenu politiku svoga roditelja. Ipak, za patrijarhoa Ivana VII. ponovno je krenuo progon protiv štovatelja svetih slika.

### Članci
- Tadin, Marin. 1984. Bizantinski ikonoklazam ili kipoborstvo (730—843. god.). Crkva u svijetu. Sveučilište u Splitu - Katolički bogoslovni fakultet. Split. 19 (4): 391–405
- (engl.) Theophilus. Encyclopædia Britannica. 2011. Pristupljeno 19. siječnja 2011.
- (engl.) Ševčenko, Ihor. 1968. Review of New Cambridge History of the Byzantine Empire. Cambridge University Press. Cambridge.

| Prethodnik:                        | bizantski car | Nasljednik:                        |
| Mihael II. Amorijski (820. – 829.) | bizantski car | Mihael III. Pijanica (842. – 867.) |